# Sanat Naft Football Club
Maillots
Dernière mise à jour : 1er août 2025.
Le Sanat Naft Abadan Football Club (en persan : باشگاه فوتبال صنعت نفت آبادان), plus couramment abrégé en Sanat Naft FC, est un club iranien de football fondé en 1972 et basé dans la ville d'Abadan.
Le club, détenue par la National Iranian Oil Company, évolue en première division depuis 2016.

## Palmarès
| Compétitions nationales                                         |
| --------------------------------------------------------------- |
| - Championnat d'Iran D2 : - Vice-champion : 2001-02 et 2009-10. |

## Personnalités du club

### Présidents du club
- Ali Eesazade

### Entraîneurs du club
| - Harry Gome (février 1972 - décembre 1974) - Gholam Hossein Vaghef (janvier 1975 - décembre 1976) - Manouchehr Salia (février 1977 - juin 1991) - Jassem Ahleiorf (juin 1991 - juin 1992) - Ali Firouzi (juin 1992 - juin 1994) - Abdolvahed Bazme (juin 1994 - juin 1995) - Ali Firouzi (juin 1995 - juin 1999) - Gevorg Papian (juin 1999 - décembre 1999) - Fereydoun Moeeni (décembre 1999 - juin 2000) - Ebrahim Ghasempour (juin 2000 - juin 2002) - Mansour Pourheidari (juin 2002 - novembre 2002) - Ebrahim Ghasempour (novembre 2002 - juin 2003) - Abdolreza Barzegari (juin 2003 - octobre 2003) - Hassan Dashti (octobre 2003 - juin 2004) - Baýram Durdyýew (juillet 2004 - janvier 2005) - Parviz Mazloomi (janvier 2005 - juin 2006) - Acácio Casimiro (juin 2006 - juin 2007) - Ebrahim Ghasempour (juin 2007 - février 2008) | - Ahmad Tousi (février 2008 - juin 2008) - Mojtaba Taghavi (juin 2008 - février 2009) - Bijan Zolfagharnasab (février 2009 - février 2010) - Acácio Casimiro (février 2010 - février 2011) - Gholam Hossein Peyrovani (février 2011 - novembre 2011) - José Costa (novembre 2011 - septembre 2012) - Acácio Casimiro (septembre 2012 - mai 2013) - Saeed Salamaat (mai 2013 - juin 2013) - Ebrahim Ghasempour (juin 2013 - mars 2014) - Behnam Seraj (mars 2014 - août 2014) - Carlos Manuel (août 2014 - décembre 2015) - Nader Dastneshan (décembre 2015 - janvier 2017) - Firouz Karimi (janvier 2017 - mai 2017) - Faraz Kamalvand (mai 2017 - juin 2018) - Paulo Sérgio (juin 2018 - mai 2019) - Dragan Skočić (juillet 2019 - ) |